# Río Pato
Río Pato är ett vattendrag i Colombia.   Det ligger i departementet Caquetá, i den centrala delen av landet, 260 km söder om huvudstaden Bogotá.